# Кандиевка (разъезд)
Кандиевка — разъезд в Башмаковском районе Пензенской области России. Входит в состав Кандиевского сельсовета.

## География
Расположен у северной окраины села Кандиевка

## Население
| 2010 |
| ---- |
| 7    |